# 克伦威尔公馆
克伦威尔公馆是1638年建在高门村的一级建筑，位于伦敦的郊区。它目前归加纳共和国所有，用作其签证部门。

## 建造者
克伦威尔公馆是由1603年出生的理查德·斯普里格内尔爵士委托建造的，他是罗伯特·斯普里格内尔和苏珊·丹尼尔的长子。1620年1月，17岁的他被牛津大学布雷齐诺斯学院录取，1622年2月获得文学学士学位。在他的父母于1627年去世后，斯普里格内尔继承了怀特修士街的一些房子，埃塞克斯郡莫尔登的两处庄园，约克郡科曼索普的一处庄园，以及米德尔塞克斯的一些房产。1634年斯普里格内尔被任命为乐队队长，1639年成为高门文法学校的校长。1641年，查理一世封他为从男爵。
斯普里格内尔首先娶了安妮·德劳恩，她的父亲吉迪恩·德劳恩是安妮女王的药剂师，后者是詹姆斯一世的妻子。有时，斯普里格内尔被称为“虔诚的药剂师协会”的创始人，是该协会最重要的成员。虽然他是外国人，但在查理一世的敦促下，他获得了定居伦敦市的自由。1628年，他在一次有争议的选举中成为了药剂师大师，并于1636年再次当选。他又娶了伦敦的朱迪斯·张伯伦，她的父亲是亨利·张伯伦，两人育有至少17个孩子。

## 建筑与历史
克伦威尔公馆建筑师的身份至今仍然是个迷，但它肯定是一位技艺高超的承包商的杰作。它建于1637年至1638年，从其正面有7扇窗户的特点可知伊尼戈·琼斯的影响。它和基佑宫一样，被认为是17世纪伦敦国内建筑中几乎完好无损地保留下来的“工匠风格”典范之一。在精心雕刻的红砖立面后面，有一道具有国家重要性的橡木楼梯，其设计可能受到了20年前布里克林大厅的影响，那是亨利·霍巴特爵士的乡间别墅，他的另一处住宅是劳德代尔庄园，正对着高门山另一侧的克伦威尔庄园。